# پارکلت

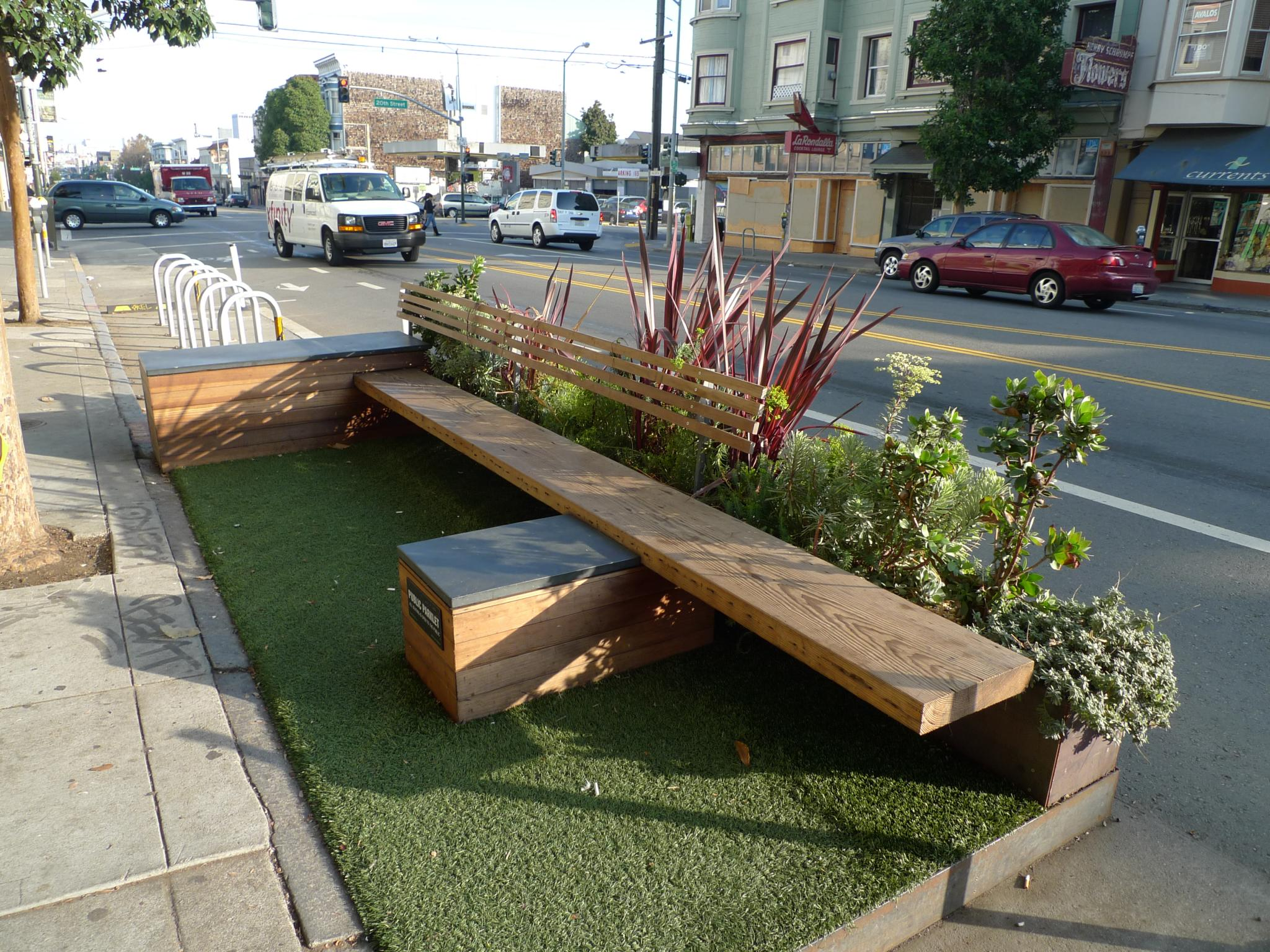
یک پارکلت در سان فرانسیسکو.

پارکلِت (به انگلیسی: Parklet) بخشی از پیاده‌رو است که فضای بیشتر و امکانات رفاهی برای مردمی که از یک خیابان استفاده می‌کنند فراهم می‌کند. یک پارکلت بیرون زدگی از پیاده‌رو است و بخشی از خط پارکینگ خیابان را در بر می‌گیرد و اندازه آن به اندازه چند جای پارک خودرو است.
پارکلت یک فضای اضافی در پیاده‌رو است که برای عابران امکان توقف، نشستن و استراحت را هنگام عبور و مرور در خیابانها فراهم می‌کند. اگر پارکلت امکاناتی برای نشستن عابران نداشته باشد، ممکن است فضای سبز و باغچه‌ای در کنار پیاده‌رو باشد یا مکانی برای تبلیغات و کارهای هنری فراهم کند. پارکلت ممکن است امکاناتی برای پارک دوچرخه فراهم کند.
ممکن است پارکلت‌ها به گونه‌ای طراحی شوند که دائمی باشند، اما در هر صورت باید در موارد ضروری امکان برداشتن آنها به سادگی فراهم باشد برای مثال برف روبی از خیابان یا تعمیرات آسفالت ممکن است مستلزم برداشتن پارکلت باشد. پارکلت جایی عمومی است و فضایی قابل دسترس برای همه است. گاه رستورانهایی در این مکانها ایجاد می‌شود که در این صورت نمی‌توان آن را فضایی کاملاً آزاد برای همه دانست.

## طراحی و هدف

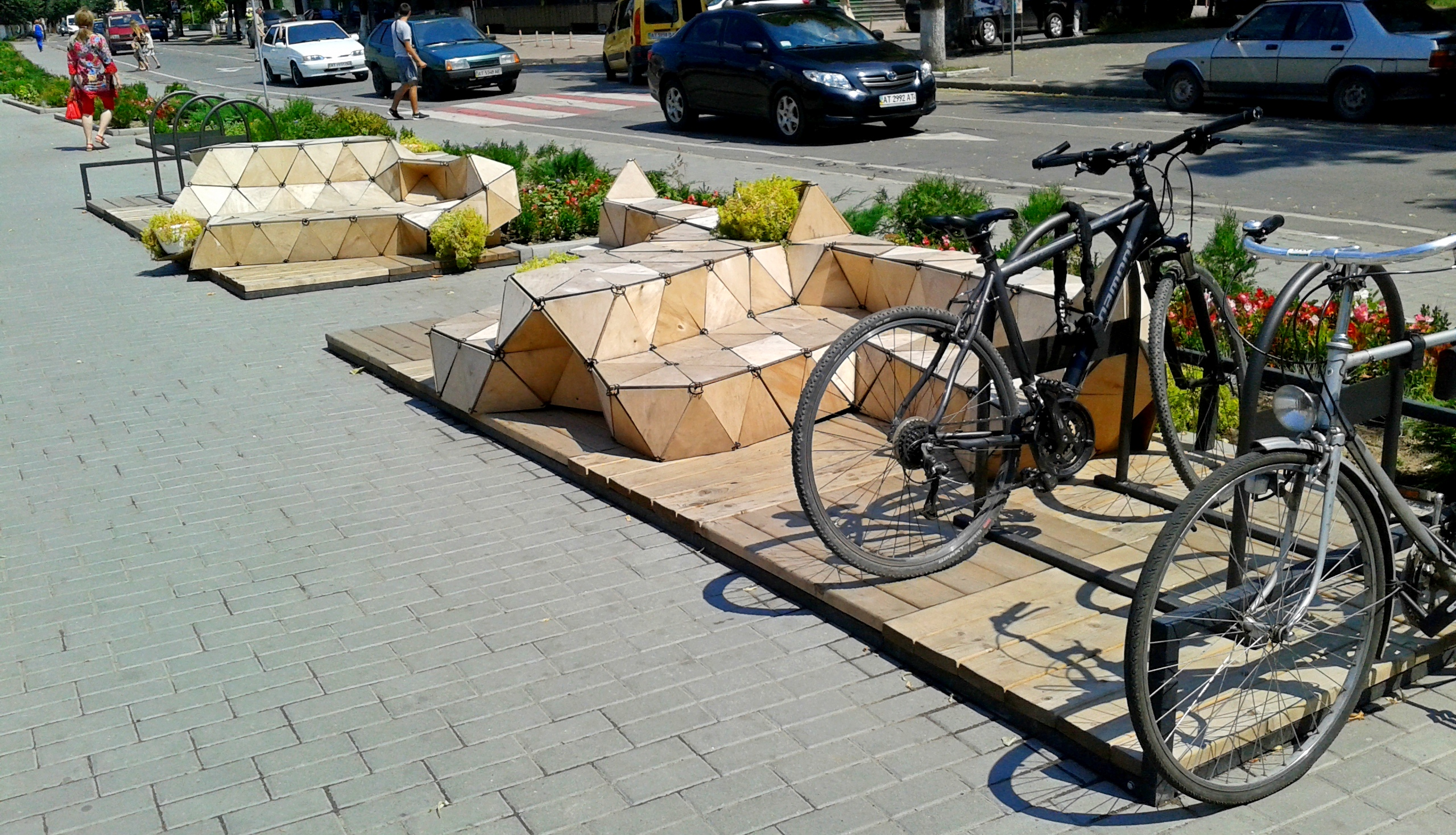
یک parklet در استان ایوانو فرانکیفسک.

پارکلت‌ها محل‌های عمومی برای استراحت و لذت بردن از فضای شهر توسط رهگذران در جاهایی هستند که فاقد پارک‌های شهری و امکانات مشابه است یا این که پیاده‌رو به قدری کم عرض است که امکان ارائه خدمات پر جنب و جوش و عمومی را نمی‌دهد. معمولاً هدف پارکلتها ایجاد فضای پارک مانند کوچک و دائمی است اما گاه این امکانات به صورت فصلی ایجاد می‌شوند که نمونه‌های آن در شهرهای نیویورک، فیلادلفیا و شیکاگو موجود است. هدف از ایجاد پارکلت در بسیاری از شهرها، ایجاد فضایی عمومی یا «نقاطی برای مردم که محل نشستن و استراحت و لذت بردن از شهر باشد.»